# 領巾

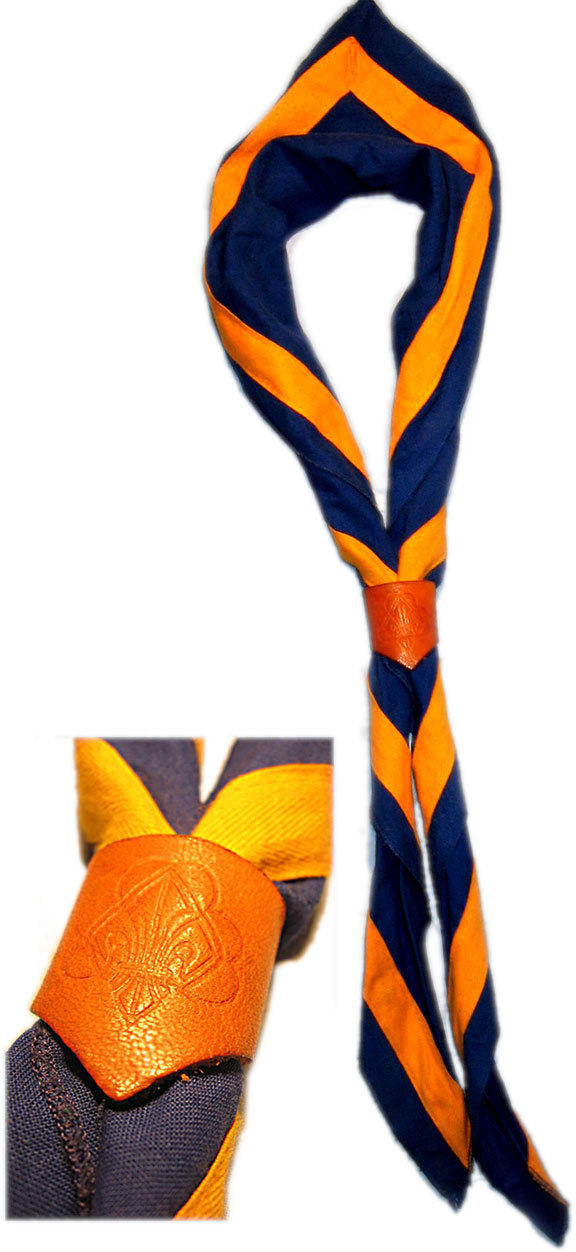
童軍的領巾和領巾圈

領巾是童軍和水手服有關的領飾之一。領巾種類包含了三角形的布料，或是正方形的布料摺疊成三角形。領巾會從較長的一邊開始捲成麻花狀，只有中間的地方不會捲。然後將之圍繞在頸部，並且在尾端打結或是用領巾圈繫上。